# 锡山市
锡山市，即原无锡县，江苏省无锡市属县级市，现已撤市，其行政区全部并入无锡市。
锡山市位于江苏省南部，环绕于无锡市外围。全市1115平方公里，总人口99.3万，京杭运河、沪宁铁路、锡澄运河、锡澄公路、312国道、沪宁高速等通过境内，曾被誉为“华夏第一县”、“苏南模式”的典型代表。
锡山市历史悠久、古迹丰富，其境内梅村即商末周太王长子泰伯南下奔吴之地，如今泰伯墓、庙仍在，而严家桥的唐氏家族、东鿍的周氏家族、七房桥的钱氏家族则是近现代锡山儒风蔚然与工商兴旺的历史见证。
锡山市行政辖区在历史上一向为无锡地区的一部分，1949年4月23日解放军占领无锡后，设苏南行署区，分原无锡县为无锡市、无锡县，行署驻无锡市，辖无锡市和镇江、武进、苏州、松江4个行政分区，27个县、市。无锡市下辖无锡县和3个指导区。1953年，江苏正式建省后，无锡市由省直辖，无锡县编入苏州专区，1958年又划归无锡市。1962年9月25日，复归苏州专区，直到1983年，与江阴、宜兴二县同时编入无锡市。
1995年6月8日，无锡县撤县建市，成立锡山市，县政府由无锡市广瑞路迁锡山市东亭。2000年12月，经中国国务院批准，撤销锡山市，设立无锡市锡山区和惠山区，另有部分辖区并入滨湖区。